# Järsta gård
Järsta gård är belägen i byn Järsta i Tensta socken i Uppsala kommun, invid Vendelån, norr om Uppsala mellan Vattholma och Björklinge.   
Redan år 1280 fanns det på Järsta en kvarn tillhörande Birger Persson, en anfader till Gustav Vasa. I slutet av 1800-talet uppfördes ett sågverk och ett hyvleri. Det har även bedrivits verksamheter inom bryggeri och stuteri fram till 1940-tal. Idag bedrivs enbart jordbruk.
Under 1970-talet lånades Järsta gård av SF för att spela in filmen Madicken baserad på Astrid Lindgrens klassiker. Gården har sedan dess gått under smeknamnet Junibacken som i filmatiseringen. 